# Roca Gojira
|  |

Watchizu Google Map
Ubicación
La Roca Gojira (ゴジラ岩 Gojira-iwa?) o Roca Godzilla es una roca situada en las costas de la villa de Matsunagi, en la ciudad de Suzu, prefectura de Ishikawa, Japón.
La principal peculiaridad de esta masa de roca es que tiene una forma muy parecida al del monstruo japonés Godzilla, mirando hacia el oeste. Esta comparación la ha convertido en uno de los principales lugares turísticos en la península de Noto.
Con una altura entre 3 y 4 metros, su forma es el resultado de la constante erosión marina con las aguas del mar de Japón.